# Acanthocobitis rubidipinnis
Acanthocobitis rubidipinnis és una espècie de peix de la família dels balitòrids i de l'ordre dels cipriniformes.

## Morfologia
- Els mascles poden assolir 8 cm de longitud total.[7][8]

## Hàbitat
És un peix d'aigua dolça i de clima tropical (23 °C-25 °C).

## Distribució geogràfica
Es troba a Àsia: Myanmar i l'Índia.